# 第42独立自動車化歩兵大隊 (ウクライナ陸軍)
第42独立自動車化歩兵大隊（だい42どくりつじどうしゃかほへいだいたい、ウクライナ語: 42-й окремий мотопіхотний батальйон）は、ウクライナ陸軍の大隊のひとつ。第57独立自動車化歩兵旅団隷下。

## 概要

### ウクライナ領土防衛大隊
2014年4月15日、義勇軍ウクライナ領土防衛大隊の第42ルフ・オポル領土防衛大隊として、全ウクライナ連合「祖国」が資金提供し、ルフ・オポル党の党員を中心にキロヴォフラードで創設され、2014年8月からドンバス戦争に投入された。
2014年8月、イロヴァイスクの戦いに投入され、1個中隊が第92独立機械化旅団と合同でイロヴァイスク市に包囲された友軍を救出する予定だったが、ロシア空挺軍の待ち伏せに遭い、街に到着する前に全滅した。

### ウクライナ陸軍
2014年10月30日、ウクライナ陸軍に編入し、新編されたノヴァ・カホウカ駐屯の第57独立自動車化歩兵旅団に配属され、第34独立自動車化歩兵大隊に改称した。

### ロシアのウクライナ侵攻
2022年6月、ロシアのウクライナ侵攻に対抗するため東部に派遣され、旅団砲兵群と合同でゾロテの守備をしていたが、降伏し捕虜になったとロシア側が発表した。

## 編制
- 大隊本部（ゼレニー・ピッド）
- 第1中隊
- 第2中隊
- 第3中隊
- 迫撃砲中隊
- 対空砲小隊
- 偵察小隊
- 工兵小隊
- 後方支援隊